# Champ de bataille national de Moores Creek
Le champ de bataille national de Moores Creek – ou Moores Creek National Battlefield en anglais – est une aire protégée américaine située dans le comté de Pender, en Caroline du Nord. Établi le 2 juin 1926, ce champ de bataille national protège le site de la bataille de Moore's Creek Bridge, pendant la guerre d'indépendance des États-Unis. Inscrit au Registre national des lieux historiques depuis le 15 octobre 1966, il est géré par le National Park Service.